# Ерёмичи

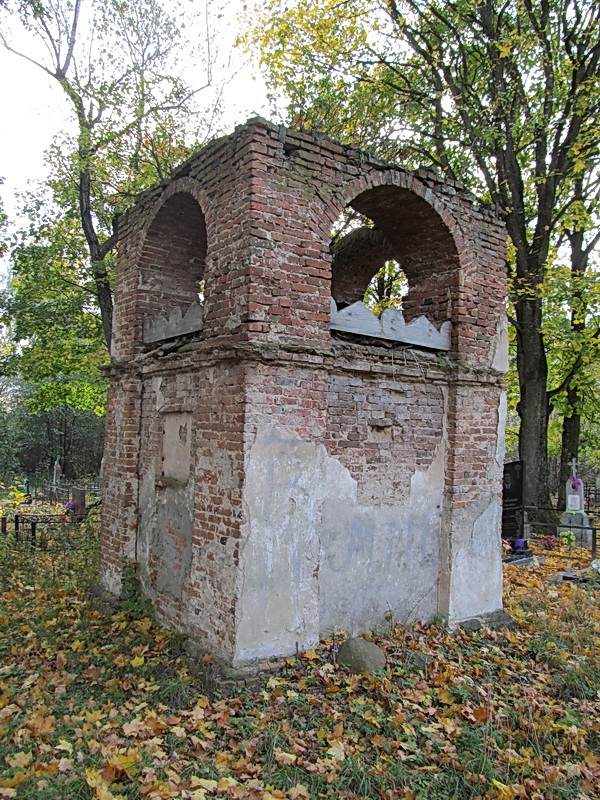
Часовня-надгробие Василевских

Ерёмичи (бел. Яромічы) — деревня в Кобринском районе Брестской области Белоруссии. Входит в состав Буховичского сельсовета.
По данным на 1 января 2016 года население составило 629 человек в 271 домохозяйстве.
В деревне расположены ясли-сад, амбулатория и магазин.

## География
Деревня расположена в 12 км к северо-востоку от города и станции Кобрин и 58 км к востоку от Бреста, у автодороги Р2 Кобрин-Ивацевичи.
На 2012 год площадь населённого пункта составила 1,95 км² (195 га).

## История
Населённый пункт известен с 1599 года. В разное время население составляло:
- 1999 год: 271 хозяйство, 840 человек
- 2005 год: 263 хозяйства, 682 человека
- 2009 год: 672 человека
- 2016 год[2]: 271 хозяйство, 629 человек
- 2019 год[1]: 581 человек

## Достопримечательность
- Деревянная православная церковь Святого Михаила Архангела (1784-1878) —  Историко-культурная ценность Республики Беларусь, шифр 112Г000451. В Михайловской церкви хранятся уникальные иконы на досках XVIII века: «Николай Чудотворец», «Богоматерь Ахтырская» (1877 г.), «Святая великомученица Варвара», «Богоматерь Одигитрия». Церковь включена в список историко-культурных ценностей Республики Беларусь и находится под охраной государства.
- Часовня-надгробие Василевских

## Галерея

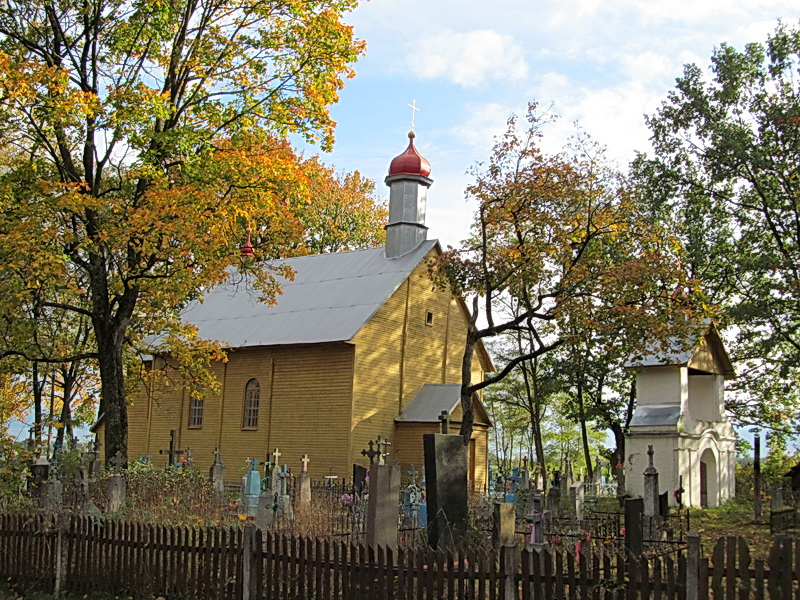
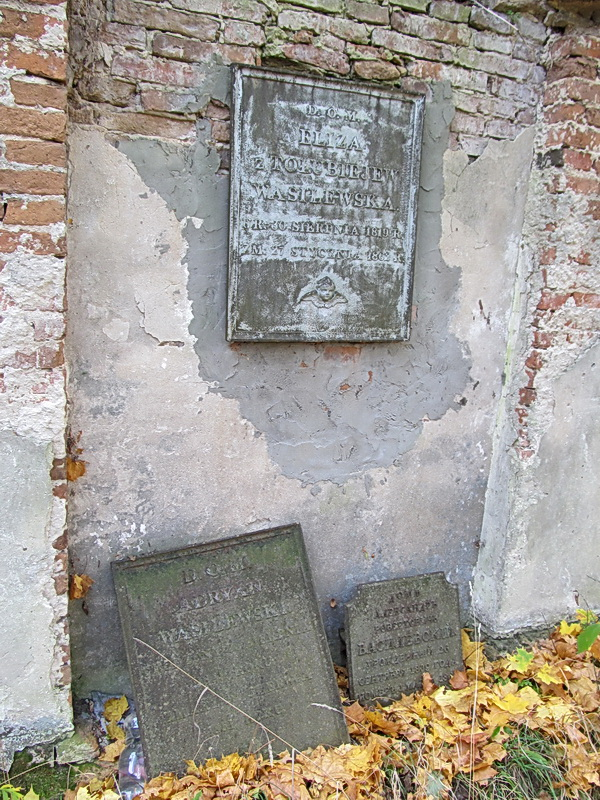
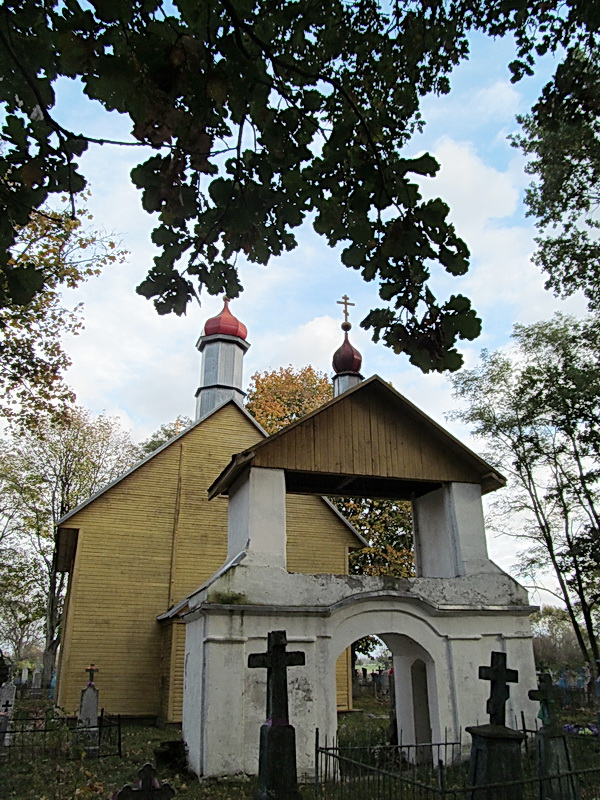
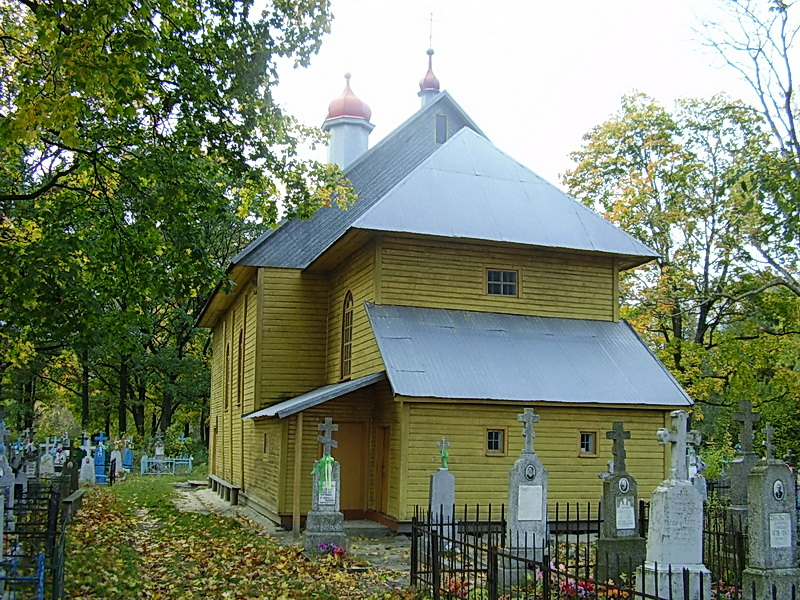
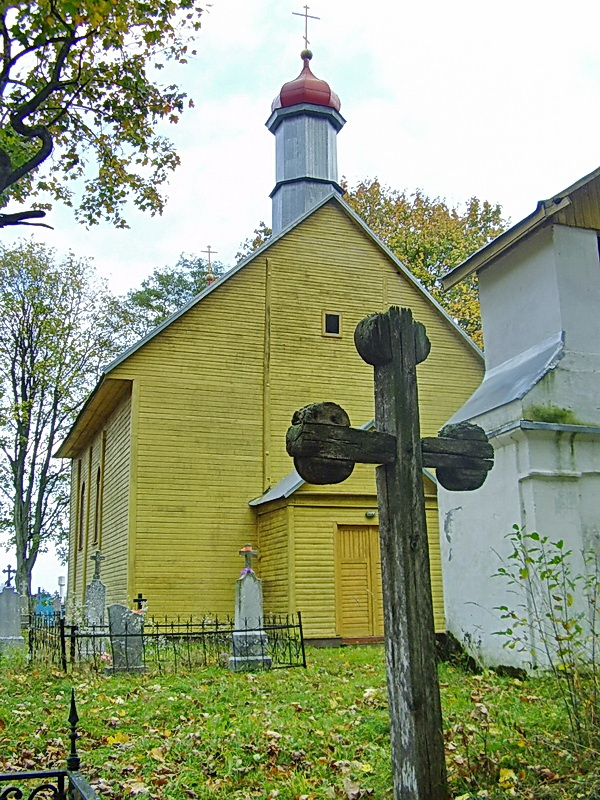
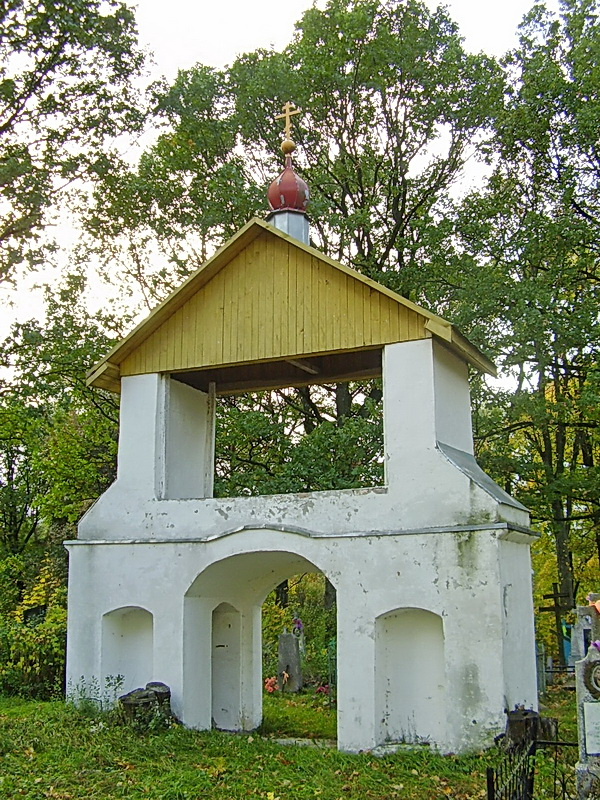